# In Poloniae annalibus
In Poloniae annalibus (16 de julho de 1953) é uma carta apostólica do papa Pio XII que comemorando o setecentenário da canonização de São Estanislau e encoraja o episcopado polonês a se unir e fortalecer diante da perseguição. 
Segundo a carta, São Estanislau foi um exemplo de firmeza em seu tempo e um modelo para o nosso tempo. Como bispo de Cracóvia, ele era um modelo de piedade, compromisso social e coragem. Ele se atreveu a contar ao rei Boleslaw suas falhas e pecados em seu rosto. Ele foi torturado como resultado, mas sua mente não se curvou. Os fiéis de Cracóvia ficaram tão furiosos com esse sacrilégio que forçaram o rei a abdicar. Ele foi para o exílio pelo resto da vida. 
Os bispos da Polônia exibem o mesmo fervor e o mesmo amor que os fiéis naqueles dias. De fato, seus julgamentos são muito comparáveis aos de São Estanislau. Uma noite de terror desceu sobre a Polônia fiel. Mas na escuridão da noite brilham as estrelas da lealdade polonesa de tal maneira que o mundo inteiro assiste com admiração. Muitos poloneses perderam tudo, porque defenderam sua fé. Muitos perderam a vida. Muitos bispos, padres e religiosos foram encarcerados, enviados à Sibéria, roubados de todos os direitos, torturados, difamados e falsamente acusados de todas as coisas, por uma única razão: eram mensageiros de Cristo. Pessoas comuns e desanimadas não conseguem entender isso, mas a honra eterna é certa para todos aqueles que deram tudo. Eles são os verdadeiros sucessores de São Estanislau. Suas virtudes continuam a florescer entre o povo polonês. Pode levar tempo, mas as poderosas bênçãos de todos esses sacrifícios mais tarde produzirão frutos ricos. 
O papa Pio XII revisa a história polonesa para mostrar como a lealdade e a fé polonesa, seguindo o exemplo de Estanislau, sempre foram vitoriosas. São Estanislau, este não é apenas um santo da virtude, mas também da justiça. E os poloneses, que estavam divididos na época, unificados em torno das relíquias do grande santo. Ele adverte o episcopado para manter a mesma unidade.

## Cotações
- Que sua confiança seja mais forte que o granito. Que seu amor pelos inimigos nunca enfraqueça por causa de injustiças. Que suas esperanças brilhem mais que o sol, mesmo que tudo pareça desmoronar. Seus grandes sacrifícios darão frutos.[4]
- Ninguém ama a estimada mãe de Deus mais do que você. Que a Santa Mãe de Deus olhe graciosamente para todo o povo polonês, que busca sua proteção. Que ela seja sua proteção e se transforme em alegria, o que hoje parece uma profunda preocupação.[5]

## 2
1. ↑  AAS, XLV, 1953, 498
2. ↑  Poloniae Annalibus 3
3. ↑  Poloniae Annalibus 8
4. ↑  Poloniae Annalibus 9
5. ↑  Poloniae Annalibus 11